# 下間頼龍
下間 頼龍（しもつま らいりゅう）は、戦国時代から江戸時代にかけての武将、本願寺（浄土真宗）の僧侶。下間真頼の子。幼名は松菊。通称は按察使。法名は了明。

## 略歴
本願寺の僧侶の中では、軍事よりも政治や文化方面に通じており、堺の商人達とも茶会などから交流があったといわれている。
石山合戦においては元亀3年（1572年）に従兄弟の下間頼資・頼純父子・同族の下間頼廉と共に織田信長側の細川昭元を攻めて戦功をあげている。天正5年（1577年）頃に本願寺法主顕如・教如父子の奏者となり、翌天正6年（1578年）に同族の下間仲孝との連署で紀伊の門徒へ宛てた御印書では、信長の部将滝川一益・九鬼嘉隆が大船7隻を率いて大阪湾へ向かい出航したことに対し、海上封鎖を阻止して欲しいと門徒へ命令したが、門徒は参陣せず織田水軍に木津川口を封鎖された（第二次木津川口の戦い）。
天正8年（1580年）に顕如が信長に降伏した時、頼廉・仲孝と共に和睦条約に連署した。だが、同年に教如が石山本願寺への再籠城の企てをした時、教如の側近だった頼龍は教如に従ったため顕如から叱責を受けている。顕如在世中は出仕を許されなかったとされるが、天正8年7月に顕如が挨拶の使者を信長の下へ派遣すると、顕如の妻で教如の母如春尼や頼廉・仲孝と共に信長から答礼の品々を送られたという（一方の教如は抗戦を諦め8月に退去）。しかし仲孝と対立して各地を転々とする教如に従い、教如の奏者としての役割をこなしていたためか、天正10年（1582年）に教如が顕如と和解した時も顕如から許されず表舞台から遠ざけられていた。
天正20年（1592年）に顕如が没し、法主となった教如に赦免され、仲孝が追われた後の奏者の座にも復帰した。翌文禄2年（1593年）に教如が豊臣秀吉の命令で退隠させられると奏者から追われ、教如に従った。以後慶長7年（1602年）の本願寺の東西分裂にも東本願寺法主となった教如に従い（教如の弟准如の本願寺は西本願寺に分立）、東本願寺の坊官となり、筆頭家臣として東本願寺を事務・庶務面で支えた。慶長14年（1609年）、58歳で死去。
子の頼広も教如に従ったが、やがて出奔して池田輝政に仕え、池田重利と改名して大名となった。

## 系譜
池田輝政は頼龍の妻七条の異父弟にあたるため、日置忠俊（池田家臣）室、建部光重室、徳永昌重室、大久保外記（大久保長安の次男）室、丹羽幸元（池田家臣）室は全て輝政の養女として嫁いだ。
- 父：下間真頼（1513-1552）
- 母：不詳
- 正室：七条 - 池田恒興養女、織田信時の娘
  - 長男：池田重利（1586-1631） - 前名・下間頼広
- 生母不明の子女
  - 男子：宮城政次
  - 女子：日置忠俊（池田家臣）室
  - 女子：建部光重室
  - 女子：徳永昌重正室
  - 女子：大久保外記（大久保長安の次男）室
  - 女子：丹羽幸元（池田家臣）室